# Водопады на реке Кынгарга
Водопады на реке Кынгарга — группа водопадов, расположенных в мраморном каньоне реки Кынгарга в Тункинском районе Бурятии. Длина Кынгарги от истоков до устья — более 27 км. Всего в каскаде насчитывается 12 водопадов (по другим данным около 20).
Каньон расположен в непосредственной близости от поселка Аршан, по левому берегу реки идет набитая тропа от поселка до первого водопада (высотой 6 м). Второй водопад состоит из нескольких ступеней, наибольшая из которых около 3 м. Самый большой водопад имеет высоту около 10 м (согласно табличке у первого водопада).
Водопады являются одним из основных объектов посещения туристами, отдыхающих в курортах Аршана.